# П'єлешть (комуна)
П'єлешть, П'єлешті (рум. Pielești) — комуна у повіті Долж в Румунії. До складу комуни входять такі села (дані про населення за 2002 рік):
- Кимпень (864 особи)
- Линга (25 осіб)
- П'єлешть (2776 осіб)

Комуна розташована на відстані 169 км на захід від Бухареста, 12 км на схід від Крайови.

## Населення
За даними перепису населення 2002 року у комуні проживали 3665 осіб.
Національний склад населення комуни:
| Національність | Кількість осіб | Відсоток |
| -------------- | -------------- | -------- |
| румуни         | 3657           | 99,8%    |
| цигани         | 5              | 0,1%     |
| німці          | 1              | < 0,1%   |
| турки          | 1              | < 0,1%   |

Рідною мовою назвали:
| Мова      | Кількість осіб | Відсоток |
| --------- | -------------- | -------- |
| румунська | 3657           | 99,8%    |
| циганська | 5              | 0,1%     |
| німецька  | 1              | < 0,1%   |
| турецька  | 1              | < 0,1%   |

Склад населення комуни за віросповіданням:
| Релігія       | Кількість осіб | Відсоток |
| ------------- | -------------- | -------- |
| православні   | 3631           | 99,1%    |
| п'ятдесятники | 20             | 0,5%     |
| адвентисти    | 10             | 0,3%     |
| мусульмани    | 2              | 0,1%     |
| реформати     | 1              | < 0,1%   |